# Nicarete (geslacht)
Nicarete is een kevergeslacht uit de familie van de boktorren (Cerambycidae). De wetenschappelijke naam van het geslacht werd voor het eerst geldig gepubliceerd in 1864 door Thomson.

## Soorten
Nicarete omvat de volgende soorten:
- Nicarete cineraria (Fairmaire, 1900)
- Nicarete pallidulus Fairmaire, 1902
- Nicarete perrieri (Fairmaire, 1898)
- Nicarete affinis Breuning, 1940
- Nicarete albostictipennis Breuning, 1957
- Nicarete coquerelii (Fairmaire, 1896)
- Nicarete impressipennis Fairmaire, 1897
- Nicarete submaculosus Fairmaire, 1904
- Nicarete vadoni Breuning, 1964
- Nicarete albolineatus Fairmaire, 1904
- Nicarete melanura (Pascoe, 1886)
- Nicarete villosicornis (Fairmaire, 1896)
- Nicarete albovittipennis Breuning, 1957
- Nicarete brunnipennis Thomson, 1864
- Nicarete holorufa Breuning, 1971
- Nicarete similis Breuning, 1965